# Inonotus hastifer
Inonotus hastifer är en svampart som beskrevs av Pouzar 1981. Inonotus hastifer ingår i släktet Inonotus och familjen Hymenochaetaceae.   Inga underarter finns listade i Catalogue of Life.